# Conversor Ćuk

Conversor Ćuk.

O conversor Ćuk ou regulador Ćuk é um conversor CC/CC que fornece uma tensão de saída que é menor ou maior que a tensão de entrada, mas a polaridade da tensão de saída é oposta à da tensão de entrada . Além disso, o circuito tem baixas perdas de chaveamento e eficiência elevada. Esse circuito requer um capacitor e um indutor adicionais em relação ao conversor Buck-Boost.
O conversor Ćuk baseia-se na transferência de energia do capacitor, tal particularidade se deve à característica de fonte de corrente tanto em sua entrada quanto em sua saída. A característica de fonte de corrente se deve ao indutor em série com sua entrada ou saída. 
Como o conversor Ćuk possui característica de fonte de corrente em sua entrada e em sua saída, é necessário o desacoplamento entre a entrada e a saída do conversor Ćuk, que neste caso é feito pelo capacitor. Em linhas gerais, durante a operação do conversor Ćuk, não há uma transferência de energia direta entre a entrada e a saída do conversor. Sendo assim, o capacitor tem o objetivo de armazenar a energia da fonte e transferi-la para a saída. Esta característica define o conversor Ćuk como um conversor acumulador de energia capacitiva. 

### Resumo das equações
O quadro a seguir contém algumas das equações do conversor Ćuk no MCC.
| Variável                                                          | Equação |
| ----------------------------------------------------------------- | --- |
| Ganho estático                                                    | {\displaystyle G={\frac {D}{1-D}}}                                                                                         |
| Corrente média do indutor {\displaystyle L_{1}}                   | {\displaystyle I_{L_{1}}=I_{in}}                                                                                           |
| Corrente média do indutor {\displaystyle L_{2}}                   | {\displaystyle I_{L_{2}}=I_{o}}                                                                                            |
| Ondulação de corrente do indutor {\displaystyle L_{1}}            | {\displaystyle \Delta I_{L_{1}}={\frac {V_{S}}{L_{1}}}DT_{s}={\frac {V_{S}-V_{C}}{L_{1}}}(1-D)T_{s}}                       |
| Ondulação de corrente do indutor {\displaystyle L_{2}}            | {\displaystyle \Delta I_{L_{2}}={\frac {V_{C}-V_{o}}{L_{2}}}DT_{s}={\frac {V_{o}}{L_{2}}}(1-D)T_{s}}                       |
| Ondulação de tensão no capacitor de acoplamento {\displaystyle C} | {\displaystyle \Delta V_{C}={\frac {V_{o}D}{RCf_{s}}}}                                                                     |
| Ondulação de tensão no capacitor de saída {\displaystyle C_{o}}   | {\displaystyle \Delta V_{o}={\frac {(V_{C}-V_{o})D}{8L_{2}C_{o}{f_{s}}^{2}}}={\frac {V_{o}(1-D)}{8L_{2}C_{o}{f_{s}}^{2}}}} |
| Corrente média na chave                                           | {\displaystyle I_{S_{W}}=I_{o}{\frac {D}{1-D}}=I_{in}}                                                                     |
| Corrente média na diodo                                           | {\displaystyle I_{D}=I_{o}}                                                                                                |

## Conversor Ćuk no Modo de Condução Contínua (MCC)
O conversor Ćuk no MCC (Modo de Condução Contínua), assim como outros conversores CC-CC tradicionais, opera em duas etapas. A primeira esta consiste no período em que a chave está fechada, enquanto a segunda etapa corresponde ao período em que a chave está aberta.
Para motivos da análise pode ser interessante definir as relações mostradas a seguir:
{\displaystyle t_{on}=DT_{s}}
e 
{\displaystyle t_{off}=(1-D)T_{s}=D'T_{s}}
Em que {\displaystyle D} representa a razão cíclica. A razão cíclica normalmente assume valores entre 0 e 1.  {\displaystyle T_{s}} é o período da frequência de chaveamento ({\displaystyle f_{s}}) que corresponde à
{\displaystyle T_{s}={\frac {1}{f_{s}}}}

### Primeira etapa de operação

Primeira etapa de operação do conversor Ćuk

Durante a primeira etapa de operação, há a magnetização dos indutores {\displaystyle L_{1}} e {\displaystyle L_{2}}. Aplicando a lei de Kirchhoff das tensões, é possível encontrar que, o indutor {\displaystyle L_{1}} é magnetizado pela tensão de entrada
{\displaystyle L_{1}{\frac {di_{L_{1}}}{dt}}=V_{S}}
e o indutor {\displaystyle L_{2}} é magnetizado pela diferença de tensão entre a tensão no capacitor {\displaystyle C} e a tensão de saída.
{\displaystyle L_{2}{\frac {di_{L_{2}}}{dt}}=V_{C}-V_{o}}
Pelas equações anteriores é possivel encontrar a corrente dos indutores. A corrente instantânea dos indutores podem ser dadas por:
{\displaystyle i_{L_{1}}(t)={\frac {V_{S}}{L_{1}}}t+I_{L_{1min}}}
{\displaystyle i_{L_{2}}(t)={\frac {(V_{C}-V_{o})}{L_{2}}}t+I_{L_{2min}}}
Pelas equações das correntes nos indutores, é possivel determinar a ondulação de correntes ou ripple nos mesmos, pois a corrente cresce  linearmente de seu valor mínimo ({\displaystyle I_{L_{min}}}) até seu valor máximo ({\displaystyle I_{L_{max}}}). O valor máximo é atingido no tempo {\displaystyle t=DT_{s}}.
{\displaystyle \Delta I_{L_{1}}=I_{L_{1max}}-I_{L_{1min}}={\frac {V_{S}}{L_{1}}}DT_{s}}
{\displaystyle \Delta I_{L_{2}}=I_{L_{2max}}-I_{L_{2min}}{\frac {(V_{C}-V_{o})}{L_{2}}}DT_{s}}
Durante a primeira etapa, o capacitor de acoplamento {\displaystyle C} é descarregado, transferindo sua energia ao indutor {\displaystyle L_{2}}, sendo assim pode-se escrever a corrente no capacitor {\displaystyle C} como:
{\displaystyle C{\frac {dv_{C}}{dt}}=-i_{L_{2}}(t)}
Por sua vez, a corrente no capacitor de saída {\displaystyle C_{o}} pode ser dada por:
{\displaystyle C_{o}{\frac {dv_{o}}{dt}}=i_{L_{2}}(t)-I_{o}}
A equação da corrente no capacitor {\displaystyle C_{o}} mostra que sua corrente é igual à corrente do indutor {\displaystyle L_{2}} subtraída de seu valor médio, ou ainda, há apenas a circulação do ripple da corrente do indutor no capacitor.

### Segunda etapa de operação

Segunda etapa de operação do conversor Ćuk

A segunda etapa de operação do conversor Ćuk consiste no período em que a chave está aberta {\displaystyle (1-D)T_{s}}, que ocasiona a polarização direta do diodo. Durante a segunda etapa há a desmagnetização dos indutores. Na segunda etapa, o indutor {\displaystyle L_{1}} é desmagnetizado com a diferença da tensão entre a entrada e tensão do capacitor {\displaystyle C}.
{\displaystyle L_{1}{\frac {di_{L_{1}}}{dt}}=V_{S}-V_{C}}
Já o indutor {\displaystyle L_{2}} é desmagnetizado pela tensão de saída.
{\displaystyle L_{2}{\frac {di_{L_{2}}}{dt}}=-V_{o}}
Sendo assim, a corrente dos indutores pode ser escrita como:
{\displaystyle i_{L_{1}}(t)={\frac {(V_{S}-V_{C})}{L_{1}}}t+I_{L_{1max}}}
{\displaystyle i_{L_{2}}(t)=-{\frac {V_{o}}{L_{2}}}t+I_{L_{2max}}}
Ao término da segunda etapa, a corrente dos indutores atinge o valor mínimo em {\displaystyle t=(1-D)T_{s}}, portanto pode-se escrever
{\displaystyle I_{L_{1min}}=-{\frac {(V_{S}-V_{C})}{L_{1}}}(1-D)T_{s}+I_{L_{1max}}}
{\displaystyle I_{L_{2min}}=-{\frac {V_{o}}{L_{2}}}(1-D)T_{s}+I_{L_{2max}}}
Por meio das equações acima, também é possível determinar as ondulações de corrente nos indutores, sendo:
{\displaystyle \Delta I_{L_{1}}=I_{L_{1max}}-I_{L_{1min}}={\frac {(V_{S}-V_{C})}{L_{1}}}(1-D)T_{s}}
{\displaystyle \Delta I_{L_{2}}=I_{L_{2max}}-I_{L_{2min}}=-{\frac {V_{o}}{L_{1}}}(1-D)T_{s}}
Em relação aos capacitores, durante a segunda etapa, a corrente no capacitor  {\displaystyle C} pode ser descrita como:
{\displaystyle C{\frac {dv_{C}}{dt}}=i_{L_{1}}(t)}
Por sua vez, a expressão da corrente no capacitor {\displaystyle C_{o}} é a mesma vista na primeira etapa.
{\displaystyle C_{o}{\frac {dv_{o}}{dt}}=i_{L_{2}}(t)-I_{o}}

### Ganho estático, tensões e correntes médias
Antes de prosseguir com os demais itens, é necessário determinar a tensão média no capacitor de acoplamento, o capacitor {\displaystyle C}. O valor de tensão média neste componente pode ser encontrado através da lei de Kirchhoff das tensões, sendo aplicada à malha externa, a malha que envolve os indutores e o capacitor de saída, como destacado na figura.
Pela análise, encontra-se a seguinte soma das tensões:
{\displaystyle -V_{S}+V_{L_{1}}+V_{C}-V_{L_{2}}-V_{o}=0}
Sendo assim, sabendo que a tensão média em regime permanente dos indutores é nula, a tensão média em {\displaystyle C} para o regime permanente pode ser dada por:
{\displaystyle V_{C}=V_{S}+V_{o}}
O ganho estático do conversor Ćuk pode ser encontrado pela relação de tensão média no indutor, pois a tensão média no indutor em regime permanente é nula, desta forma pode-se escrever: 
{\displaystyle V_{L_{1}}={\frac {1}{T_{s}}}\left(\int _{0}^{DT_{s}}V_{S}\,dt+\int _{0}^{(1-D)T_{s}}(V_{S}-V_{C})\,dt\right)=0} 
 {\displaystyle V_{L_{1}}=(V_{S})D+(V_{S}-V_{C})(1-D)=0}
Substituindo {\displaystyle V_{C}} e rearranjando-se os termos encontra-se o ganho estático.
{\displaystyle G={\frac {V_{o}}{V_{S}}}={\frac {D}{1-D}}}
O ganho estático também pode ser obtido do mesmo modo através da relação de tensão no inditor {\displaystyle L_{2}}.
Dada a característica de fonte de corrente na entrada do conversor Cuk, ou seja um indutor em séria com a entrada, a corrente no indutor {\displaystyle L_{1}} é a própria corrente média de entrada.
{\displaystyle I_{L_{1}}=I_{in}}
Já a corrente média no indutor {\displaystyle L_{2}}, corresponde à própria corrente média de saída. 
{\displaystyle I_{L}=I_{o}={\frac {V_{o}}{R}}}
A corrente média no diodo ({\displaystyle I_{D}}) pode ser encontrada através de sua integral:
{\displaystyle I_{D}={\frac {1}{T_{s}}}\int _{0}^{(1-D)T_{s}}i_{L_{1}}(t)+i_{L_{2}}(t)\,dt}
{\displaystyle I_{D}={\frac {1}{2}}{\frac {(V_{S}-V_{C})}{L_{1}}}(1-D)^{2}T_{s}+I_{L_{1max}}(1-D)-{\frac {1}{2}}{\frac {V_{o}}{L_{2}}}(1-D)^{2}T_{s}+I_{L_{2max}}(1-D)}
{\displaystyle I_{D}={\frac {1}{2}}{\frac {(V_{S}-V_{C})}{L_{1}}}(1-D)^{2}T_{s}+\left(I_{L_{1}}+{\frac {\Delta I_{L_{1}}}{2}}\right)(1-D)-{\frac {1}{2}}{\frac {V_{o}}{L_{2}}}(1-D)^{2}T_{s}+\left(I_{L_{2}}+{\frac {\Delta I_{L_{2}}}{2}}\right)(1-D)}
É possível simplificar a equação substituindo {\displaystyle V_{C}=V_{S}+V_{o}} e deixar em função da ondulação de corrente ({\displaystyle \Delta I_{L}}), deste modo encontra-se:
{\displaystyle I_{D}={\frac {1}{2}}{\frac {(-V_{o})}{L_{1}}}(1-D)^{2}T_{s}+\left(I_{L_{1}}+{\frac {\Delta I_{L_{1}}}{2}}\right)(1-D)-{\frac {1}{2}}{\frac {V_{o}}{L_{2}}}(1-D)^{2}T_{s}+\left(I_{L_{2}}+{\frac {\Delta I_{L_{2}}}{2}}\right)(1-D)}
{\displaystyle I_{D}=-{\frac {1}{2}}\Delta I_{L_{1}}(1-D)+\left(I_{L_{1}}+{\frac {\Delta I_{L_{1}}}{2}}\right)(1-D)-{\frac {1}{2}}\Delta I_{L_{2}}(1-D)+\left(I_{L_{2}}+{\frac {\Delta I_{L_{2}}}{2}}\right)(1-D)}
{\displaystyle I_{D}=(I_{L_{1}}+I_{L_{2}})(1-D)=(I_{in}+I_{o})(1-D)}
{\displaystyle I_{D}=\left(I_{o}{\frac {D}{1-D}}+I_{o}\right)(1-D)}
{\displaystyle I_{D}=I_{o}}
A corrente média na chave ({\displaystyle I_{sw}}) também pode ser encontrada pela sua integral:
{\displaystyle I_{S_{W}}={\frac {1}{T_{s}}}\int _{0}^{DT_{s}}i_{L_{1}}(t)+i_{L_{2}}(t)\,dt}
{\displaystyle I_{S_{W}}={\frac {1}{2}}{\frac {V_{S}}{L_{1}}}D^{2}T_{s}+I_{L_{1_{min}}}D+{\frac {1}{2}}{\frac {(V_{C}-V_{o})}{L_{2}}}D^{2}T_{s}+I_{L_{2_{min}}}D}
{\displaystyle I_{S_{W}}={\frac {1}{2}}{\frac {V_{S}}{L_{1}}}D^{2}T_{s}+\left(I_{L_{1}}-{\frac {\Delta I_{L_{1}}}{2}}\right)D-{\frac {1}{2}}{\frac {(V_{C}-V_{o})}{L_{2}}}D^{2}T_{s}+\left(I_{L_{2}}-{\frac {\Delta I_{L_{2}}}{2}}\right)D}
De forma semelhante à realizada para a corrente média no diodo, fazendo as substituições dos termos, deixando em função da ondulção de corrente ({\displaystyle \Delta I_{L}}), a corrente média na chave pode ser dada por:
{\displaystyle I_{S_{W}}={\frac {1}{2}}{\frac {V_{S}}{L_{1}}}D^{2}T_{s}+\left(I_{L_{1}}-{\frac {\Delta I_{L_{1}}}{2}}\right)D-{\frac {1}{2}}{\frac {V_{S}}{L_{2}}}D^{2}T_{s}+\left(I_{L_{2}}-{\frac {\Delta I_{L_{2}}}{2}}\right)D}
{\displaystyle I_{S_{W}}={\frac {1}{2}}\Delta I_{L_{1}}D+\left(I_{L_{1}}-{\frac {\Delta I_{L_{1}}}{2}}\right)D+{\frac {1}{2}}\Delta I_{L_{2}}D+\left(I_{L_{2}}-{\frac {\Delta I_{L_{2}}}{2}}\right)D}
{\displaystyle I_{S_{W}}=(I_{L_{1}}+I_{L_{2}})D=(I_{in}+I_{o})(D}
{\displaystyle I_{S_{W}}=\left(I_{o}{\frac {D}{1-D}}+I_{o}\right)D}
{\displaystyle I_{S_{W}}=I_{o}{\frac {D}{1-D}}=I_{in}}
A ondulação de tensão no capacitor de acoplamento pode ser encontrada por meio da variação de carga no capacitor. A variação pode ser determinada através da integral da corrente durante uma das etapa, neste caso optou-se pela segunda etapa, sendo assim a corrente no capacitor é igual à corrente {\displaystyle i_{L_{1}}}.
{\displaystyle \Delta Q_{C}=\int _{0}^{(1-D)T_{s}}i_{L_{1}}(t)\,dt}
{\displaystyle \Delta Q_{C}={\frac {1}{2}}{\frac {(V_{S}-V_{C})}{L_{1}}}(1-D)^{2}{T_{s}}^{2}+I_{L_{1_{max}}}(1-D)T_{s}={\frac {1}{2}}{\frac {(-V_{o})}{L_{1}}}(1-D)^{2}{T_{s}}^{2}+\left(I_{L_{1}}+{\frac {\Delta I_{L_{1}}}{2}}\right)(1-D)T_{s}}
{\displaystyle \Delta Q_{C}=-{\frac {1}{2}}\Delta I_{L_{1}}(1-D)T_{s}+I_{L_{1}}(1-D)T_{s}+{\frac {\Delta I_{L_{1}}}{2}}(1-D)T_{s}}
{\displaystyle \Delta Q_{C}=I_{L_{1}}(1-D)T_{s}}
A plicando na equação:
{\displaystyle \Delta V_{C}={\frac {\Delta Q_{C}}{C}}}
{\displaystyle \Delta V_{C}={\frac {I_{L_{1}}(1-D)T_{s}}{C}}={\frac {I_{in}(1-D)T_{s}}{C}}={\frac {I_{o}{\frac {D}{1-D}}(1-D)T_{s}}{C}}}
{\displaystyle \Delta V_{C}={\frac {I_{o}DT_{s}}{C}}={\frac {V_{o}D}{RCf_{s}}}}
Por fim, a ondulação de tensão de saída pode ser determinada da mesma forma como feita para o conversor buck. Desta forma, a ondulação da tensão de saída pode ser encontrada realizando a análise para o caso em que considera-se a maior ondulação de tensão. Este caso ocorre quando a razão cíclica se iguala a meio ({\displaystyle D=0,5}). A corrente no capacitor é ilustrada na figura.
Neste período se tem que o pico da corrente no capacitor é igual a {\displaystyle {\frac {\Delta I_{L_{2}}}{2}}} e o período em que a corrente é positiva no capacitor é igual a {\displaystyle {\frac {T_{s}}{2}}}. Sendo assim, a variação de carga no capacitor pode ser dada pela área do gráfico em destaque. Pela área do triângulo obtém-se:
{\displaystyle \Delta Q={\frac {{\frac {\Delta I_{L_{2}}}{2}}{\frac {T_{s}}{2}}}{2}}={\frac {\Delta I_{L_{2}}T_{s}}{8}}}
Portanto pela equação
{\displaystyle \Delta V_{o}={\frac {\Delta Q}{C_{o}}}}
encontra-se
{\displaystyle \Delta V_{o}={\frac {\Delta I_{L_{2}}T_{s}}{8C_{o}}}}
substituindo {\displaystyle \Delta I_{L_{2}}}: 
{\displaystyle \Delta V_{o}={\frac {(V_{C}-V_{o})D}{8L_{2}C_{o}{f_{s}}^{2}}}={\frac {V_{o}(1-D)}{8L_{2}C_{o}{f_{s}}^{2}}}}